# Amazing Fantasy
Amazing Fantasy è stata una serie a fumetti antologica che presentava storie di genere horror e di fantascienza pubblicata dalla Marvel Comics negli Stati Uniti dal 1961 al 1962 e dal 2004 al 2006. La sua fama è legata soprattutto al fatto che sul n. 15 vi fece il suo esordio il personaggio dell'Uomo Ragno e a seguito di questo le quotazioni di una copia hanno superato nel 2016 il milione di dollari.

## Storia editoriale

### Amazing Fantasy (Vol. 1)
Inizialmente la serie si intitolava Amazing Adventure e pubblicava storie di genere horror e di fantascienza disegnate da Jack Kirby e Steve Ditko e che venne pubblicata per sei numeri nel 1961; dal n. 7 al n. 14 prese il titolo di Amazing Adult Fantasy e dal n. 15 assunse il nome di Amazing Fantasy con il quale la serie venne chiusa ma segnò l'esordio del supereroe Spider-Man il cui successo ha convinto Stan Lee di interrompere la serie per farne esordire una nuova dedicata espressamente al personaggio, Amazing Spider-Man nel marzo 1963. Nel 1995 la serie venne ripresa per altri tre numeri proseguendo la numerazione dalla serie omonima del 1962; cronologicamente le storie narrate si collocano tra Amazing Fantasy n. 15 e Amazing Spider-Man n. 1.

### Amazing Fantasy (Vol. 2)
Nel 2004 viene pubblicata una seconda serie, Amazing Fantasy (vol. 2), contenente storie di Araña, Scorpione II e altri personaggi legati collegati all'Uomo Ragno.

### Disegnatori
- Mark Brooks (nn. 1,2, 5 e 6), Araña
- Roger Cruz (nn. 3 e 4), Araña
- Leonard Kirk (nn. 7, 8, dal n. 10 al n.12 e n. 18), Scorpione (Carmilla Black) e Marc Hazzard
- Federica Manfredi (dal n. 10 al n. 12), Vampira di notte
- Carmine di Giandomenico (nn. 13, 14 e 16), Vegas e Paladin
- Carlos Mango (nn. 13 e 14), Captain Universe
- Takeshi Miyazawa (n. 15), Hulk e Amadeus Cho/Mastermind Ecxello
- Pete Woods (n. 15), Blackjack
- Nick Dragotta (n. 15), Pub-Dan Buckley
- Khary Randolph (n. 15), Monstro II
- Jeffrey Parker (n. 15), Heartbreak Kid e Peter Benjamin Parker
- Kristian Donaldson (n. 15), Pub-Dan Buckley
- Patrick Scherberger (n. 15), Uomo Ragno
- James Raiz (dal n. 16 al n. 18 e n. 20), Death's Head 3.0
- Rafa Gares (n. 16), Morbius
- Marshall Rogers (n. 19), Spitfire (Jenny Swensen)
- Byron Penaranda (n. 20), Steam Rider